# Tverrveggen
Tverrveggen (norwegisch für Querwand) ist ein markanter Gebirgskamm im ostantarktischen Königin-Maud-Land. Er erstreckt sich vom Gebirgspass Tverrbrekka in den Paulsenbergen der Sverdrupfjella über eine Länge von 6,5 km in südlicher Richtung.
Erste Luftaufnahmen der Formation entstanden bei der Deutschen Antarktischen Expedition 1938/39 unter der Leitung des Polarforschers Alfred Ritscher. Norwegische Kartografen nahmen die Benennung vor und kartierten den Gebirgskamm anhand von Luftaufnahmen und Vermessungen der Norwegisch-Britisch-Schwedischen Antarktisexpedition (1949–1952) sowie Luftaufnahmen der Dritten Norwegischen Antarktisexpedition (1956–1960).